# 蒋筑英
蒋筑英（1938年8月1日—1982年6月15日），浙江杭州人，中国光学专家。

## 简介
1962年毕业于北京大学物理系。后考取光学家王大珩招的研究生，在中国科学院长春光学精密机械研究所从事科研。
1965年，他和他的小组建立了中国第一台光学传递函数测量装置。又设计了中国第一台电子分色机的分色特性和镀膜要求，解决了国产镜头研制工作中的多个关键技术难题。他撰写的《关于摄影物镜光谱透过率》对中国的影视业具有重要的指导意义。
1982年6月因积劳过度而病逝。死后被追认为中国共产党党员、模范共产党员、全国劳动模范称号。